# Amyloxenasma
Amyloxenasma är ett släkte av svampar. Enligt Catalogue of Life ingår Amyloxenasma i familjen Amylocorticiaceae, ordningen Boletales, klassen Agaricomycetes, divisionen basidiesvampar och riket svampar, men enligt Dyntaxa är tillhörigheten istället familjen Amylocorticiaceae, klassen Agaricomycetes, divisionen basidiesvampar och riket svampar.
|              | Ceraceomyces |
|              | |
|              | Amylocorticium |
|              | |
|              | Amylocorticiellum |
|              | |
|              | Amyloathelia |
|              | |
| Amyloxenasma | \| \| Amyloxenasma grisellum \| \| \| \| \| \| Amyloxenasma pruina \| \| \| \| \| \| Amyloxenasma rallum \| \| \| \| \| \| Amyloxenasma lloydii \| \| \| \| \| \| Amyloxenasma allantosporum \| \| \| \| |
|              | \| \| Amyloxenasma grisellum \| \| \| \| \| \| Amyloxenasma pruina \| \| \| \| \| \| Amyloxenasma rallum \| \| \| \| \| \| Amyloxenasma lloydii \| \| \| \| \| \| Amyloxenasma allantosporum \| \| \| \| |
|              | Podoserpula |
|              | |
|              | Irpicodon |
|              | |
|              | Amyloxenasma grisellum |
|              | |
|              | Amyloxenasma pruina |
|              | |
|              | Amyloxenasma rallum |
|              | |
|              | Amyloxenasma lloydii |
|              | |
|              | Amyloxenasma allantosporum |
|              | |

|  | Amyloxenasma grisellum     |
|  |                            |
|  | Amyloxenasma pruina        |
|  |                            |
|  | Amyloxenasma rallum        |
|  |                            |
|  | Amyloxenasma lloydii       |
|  |                            |
|  | Amyloxenasma allantosporum |
|  |                            |